# Krognæb
Krognæb (Pinicola enucleator) er en spurvefugl i familien finker. Det er en nordlig art, der findes i taigaen fra Norge og videre mod øst gennem Rusland til Japan samt i store dele af Nordamerika. I Danmark er den en meget sjælden gæst fra Skandinavien. Den drosselstore krognæb er en af de største finkearter. Fuglene virker meget tillidsfulde overfor mennesker og kan af denne grund opleves på få meters afstand.
Krognæb er den eneste art i slægten Pinicola. Dog bliver rødstrubet krognæb fra Himalaya-området af nogle autoriteter også opfattet som tilhørende denne slægt under navnet Pinicola subhimachala, men regnes her i stedet til en anden slægt, Carpodacus.

## Udseende og kendetegn
Krognæb er med sine 20-22 centimeter på størrelse med en stær. Gamle hanner er rosenrøde. Hunner og ungfugle er gulorange, mens hanner i deres andet kalenderår (2K) er orangebrune. I alle dragter har fuglene mørke vinger med to hvide vingebånd og ret lang hale. De kan derfor i flugten minde om sjagger. Næbbet er kraftigt nedadbøjet med en "krog" på overnæbbet ligesom hos papegøjer. Krognæb kaldes derfor nogle gange for Nordens papegøje, hvilket også skyldes, at den som papegøjer klatrer rundt i træerne efter føde. Den har desuden en smukt fløjtende sang.

## Forekomst i Norden
I Norden findes den største bestand i Sveriges nåleskove fjernt fra mennesker. Om vinteren færdes de i flokke på 20-30 fugle, der især lever af granens frø og blomsterknopper. Fuglene kan af og til ses i byer, hvor de ses æde sten fra bærrene hos røn. Nogle år kan arten optræde i "invasioner" længere sydpå, men sjældent når den helt til Danmark.

## Underarter
Der findes ti underarter af krognæb.
- P. e. enucleator, fra Skandinavien til det centrale Sibirien
- P. e. kamtschatkensis, nordøstlige Sibirien
- P. e. sakhalinensis, Sakhalin, Kurilerne og det nordlige Japan
- P. e. alascensis, Alaskas indland, det vestlige og centrale Canada og det nordvestlige USA
- P. e. flammula, Alaskas sydlige kyst og vestlige Canada
- P. e. carlottae, Haida Gwaii-øerne (udfor det vestlige Canada)
- P. e. montana, fra det sydvestlige Canadas indland til det vestlige og centrale USA
- P. e. californica, østlige Californien
- P. e. leucura, centrale og østlige Canada
- P. e. eschatosa, sydøstlige Canada og nordøstlige USA